# Heterolepidoderma patella
Heterolepidoderma patella is een buikharige uit de familie Chaetonotidae. Het dier komt uit het geslacht Heterolepidoderma. Heterolepidoderma patella werd in 1990 voor het eerst wetenschappelijk beschreven door Schwank. 